# Mello Sichterman

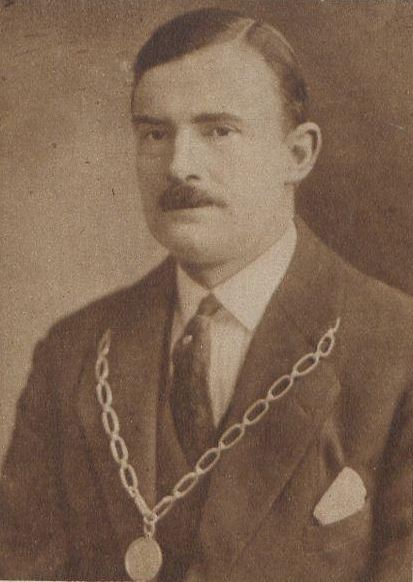

Mello Sichterman (Zwolle, 10 september 1885 - Almelo, 14 maart 1956) was een Nederlands burgemeester.

## Familie
Sichterman was een telg uit het in het Nederland's Patriciaat opgenomen geslacht Sichterman en een zoon van mr. Paulus Cornelis Adriaan Sichterman (1855-1929), rechter en vicepresident van de arrondissementsrechtbank te Zwolle en lid van de gemeenteraad van Zwolle, en jkvr. Christina Johanna van Haeften (1862-1936). Op 9 mei 1912 trouwde hij met jkvr. Eugénie Berendina van Heemskerck Van Beest (1890-1983), telg uit het geslacht Van Heemskerck, die samen een dochter kregen.

## Loopbaan
Op 29 juli 1925 werd Sichterman burgemeester van Almelo. Hij bleef dit tot vlak na het einde van de Tweede Wereldoorlog in 1945. 
Bij het begin van de Tweede Wereldoorlog riep Sichterman in een brief aan alle kerken in Almelo dominees en pastoors op geen anti-Duitse preken te houden. Hij rapporteert op 7 oktober 1941 aan de Commissaris der provincie Overijssel de “bijzonderlijke gebeurlijkheden” van de afgelopen maand. Nr. 5 luidde: “Eveneens d.d. 15 September werd in deze gemeente des avonds, op last van de Sicherheitspolizei te Enschede, een tiental Joden gearresteerd, en dienzelfden avond nog op transport gesteld naar Enschede, alwaar de betrokkenen werden overgegeven aan de gemeentepolitie”. De in de razzia van Twente opgepakte Joden kwamen om in concentratiekamp Mauthausen.
Vanaf 9 juni 1942 was Sichterman tijdelijk ook burgemeester van Hengelo nadat Jan van der Dussen op 4 juni 1942 wegens zijn anti-Duitse houding was gearresteerd. Sichterman bleef tijdelijk burgemeester van Hengelo tot 1 december 1942, toen de NSB'er Gerrit Nijk burgemeester van Hengelo werd. 
Aan Sichterman die vanaf september 1944 met ziekteverlof was, werd als burgemeester van Almelo na de oorlog 'op zijn verzoek eervol ontslag verleend met ingang van 16 augustus 1945'. Hij werd tijdelijk opgevolgd door voormalig wethouder E. van Dronkelaar, die actief was geweest in het verzet. De Commissaris van de Koningin stuurde de oud-burgemeester op 7 december 1945 een brief met afkeuring van zijn weinig principiële houding, waardoor zijn beleid gedurende de bezetting gekenmerkt werd. In 1946 werd Jan Marie Ravesloot de nieuwe burgemeester van Almelo. Sichterman was benoemd tot Officier in de Orde van Oranje-Nassau in 1938 .